# بتمن: مرگ در خانواده
بتمن: مرگ در خانواده (به انگلیسی: Batman: Death in the Family)، یک انیمیشن کوتاه به صورت تعامل با بینندگان، محصول سال ۲۰۲۰ است که بر اساس سبک تاریخ جایگزین، خط داستانی ای به همین نام ساخته شده‌است. این
انیمشین یک دنباله معنوی برای بتمن: پشت نقاب سرخ است و در ۱۳ اکتبر ۲۰۲۰ به صورت دیسک بلوری و دی‌وی‌دی منتشر شد.

## خلاصه داستان

### قالب
مرگ در خانواده یک انیمیشن به صورت تعامل بینندگان است. در هنگام انتخاب داستان، بیننده ده ثانیه فرصت دارد تا انتخاب کند یا به صورت پیش فرض برای او انتخاب انجام می‌شود. میانگین زمان تماشای فیلم ۹۵ دقیقه و دارای ۷ پایان پشت سرهم است است.

### داستان
بتمن با این باور که جیسون تاد در مبارزه با جرم و جنایت بیش از حد از خشونت استفاده می‌کند و تصمیم می‌گیرد از او دیگر به عنوان رابین استفاده نکند. جیسون با ناراحتی بتمن و گاتهام سیتی را ترک می‌کند. این دو در بوسنی متحد می‌شوند تا با راس الغول و جوکر که با هم کار می‌کنند تا اورانیوم کافی را برای ایجاد بمب‌های کثیف رادیواکتیوی بدزدند مقابله کنند. در حالی که بتمن مانع از رساندن اورانیوم به آن سوی مرز توسط مردان رأس الغول می‌شود، جوکر رابین را دستگیر می‌کند و به طرز وحشیانه ای او را با دیلم کتک می‌زند، در نهایت رابین در انباری که بمب‌گذاری شده‌است کشته می‌شود.

### مرگ رابین
در صورتی که رابین کشته بشود، اتفاقات بتمن: پشت نقاب سرخ به‌طور طبیعی رخ می‌دهد. راس الغول خود را در حادثه مرگ جیسون گناهکار می‌بیند و از گودال لازاروس برای احیای جیسون استفاده می‌کند و پس از آن جیسون تبدیل به رد هود می‌شود و جنگی را علیه بتمن و بلک ماسک به راه می‌اندازد. این اتفاق سبب می‌شود که بلک ماسک برای رهایی از شر رد هود، جوکر را از تیمارستان آرکهام آزاد کند. رد هود جوکر را دستگیر می‌کند و بتمن را مجبور می‌کند که بین کشتن جوکر یا او تصمیم بگیرد. بتمن موفق می‌شود از کشتن هر دوی آن‌ها جلوگیری کند، اما رد هود ناپدید می‌شود. بروس خلاصه ای از آن اتفاقات را برای سوپرمن شرح می‌دهد و سوپرمن بروس را به خاطر شجاعتش در رویارویی با نفسش تحسین می‌کند و به او در جستجو برای یافتن جیسون کمک می‌کند.

### تظاهر به مردن رابین
جیسون از انفجار جان سالم به در می‌برد، اما به شدت مجروح می‌شود و باید صورتش را با بانداژ بپوشانند. او همچنین به شدت آسیب دیده‌است و بتمن را مقصر وضعیت اسفناک خود می‌داند. او در حالی که بانداژها را روی سرش نگه می‌دارد، لباس جدید رابین را می‌پوشد و به هاش تبدیل می‌شود و به طرز وحشیانه ای چندین جنایتکار گاتهام مانند چیتا، ریدلر و بلک ماسک را به قتل می‌رساند. او در نهایت توسط تالیا الغول پیدا می‌شود که به او کمک می‌کند تا جوکر را پیدا کند و بکشد در ازای این کار جیسون موافقت می‌کند دیمین پسر شیرخوار بروس را بزرگ کند. جیسون موافقت می‌کند و مخفیانه برنامه‌ریزی می‌کند تا در نهایت دیمین را علیه هر دو والدین بیولوژیکی خود قرار دهد.

### بتمن رابین را نجات می‌دهد
برخلاف دو گزینه دیگر، این نسخه چندین مسیر انشعابی را ارائه می‌دهد. بتمن موفق می‌شود رابین را از انبار خارج کند اما در اثر انفجار کشته می‌شود. بروس در هنگام مرگ سعی می‌کند جیسون را متقاعد کند که از جوکر انتقام نگیرد و برای خانواده اش قوی باشد. جیسون، آلفرد و باربارا گوردون بروس را در کنار والدینش دفن می‌کنند و دیک گریسون جانشین او به عنوان بتمن می‌شود. سپس بیننده تصمیم می‌گیرد که جیسون از جوکر انتقام گرفته و او را بکشد یا این که او را زنده بگذارد.

#### کشتن جوکر
جیسون به یک داینر محلی می‌رود و گزارش جدیدی در مورد بتمن می‌بیند. مردی که کنار او نشسته‌است متوجه می‌شود که این همان بتمن نیست و احتمالاً نایت وینگ است. وقتی جیسون از او می‌پرسد که کیست، مرد ادعا می‌کند که بتمن را می‌شناسد و در کنار او جنگیده‌است، اما اکنون او فرد جدیدی شده‌است و تلاش می‌کند زندگی خود را از نو آغاز کند. او با یادآوری خاطراتش، شوخی ای را برای جیسون تعریف می‌کند که یک بار به بتمن گفته بود و باعث می‌شود جیسون متوجه شود که این شوخی برای همان زمانی است که باربارا گوردون از ناحیه ستون فقرات مورد اصابت گلوله قرار گرفت و این مرد همان جوکر است که تغییر چهره داده، جیسون هویت خود را با تکرار کلمات انتهایی که جوکر در انبار به او گفته بود، فاش می‌کند و پس از آن با تفنگ، گلوله ای به پیشانی جوکر شلیک میکند، جوکر به زمین افتاده و دستانش رنگ گریم را از روی صورتش پاک می‌کند و با لبخندی می‌میرد. اندکی بعد، دو افسر پلیس GCPD برای دستگیری جیسون از راه می‌رسند. سپس بیننده این گزینه را دارد که انتخاب کند که آیا جیسون خودش را تحویل دهد یا فرار کند.
- اگر جیسون خود را تسلیم کند، به حبس ابد محکوم می‌شود. و او شخصیت "Jailbird" را می‌پذیرد تا بتواند در درون زندان به این شکل به عدالت مورد نظر خود عمل کند.
- اگر جیسون فرار کند، تبدیل به یک ضدقهرمان می‌شود که به رد رابین معروف است و تصمیم می‌گیرد از جنایت کاران گاتهام انتقام بگیرد. در نهایت، او در یک مرکز خرید با دوچهره مبارزه می‌کند. پس از شکست خوردن رد رابین، دوچهره سکه خود را برمی‌گرداند تا سرنوشت رد رابین را مشخص کند. بیننده می‌تواند تصمیم بگیرد که سکه در کدام طرف قرار می‌گیرد:
  - اگر در طرف بد قرار بگیرد، دوچهره تصمیم می‌گیرد از مرگ رد رابین چشم پوشی کند، زیرا او معتقد است که زنده گذاشتن جیسون، سرنوشتی بدتر از مرگ برای او دارد. در نهایت، جیسون به خاطر کاری که انجام داده‌است، احساس گناه می‌کند و از مبارزه با جرم و جنایت بازنشسته می‌شود.
  - اگر به طرف خوب برسد، دوچهره تصمیم می‌گیرد رد رابین را بکشد، زیرا او معتقد است که به گاتهام این گونه لطف می‌کند. البته پیش از این کار به وسیله تپانچه برقی توسط تیم دریک مورد هدف قرار می‌گیرد. تیم جیسون را متقاعد می‌کند که با یادآوری سخنان در حال مرگ بتمن، از جان دوچهره بگذرد. جیسون در نهایت راه خود را تغییر می‌دهد، به خانواده خفاش بازمی‌گردد و تیم را به عنوان دستیار جدیدش، بت‌کید، قبول می‌کند.

#### گرفتن جوکر
جیسون تلاش می‌کند تا به قول خود به بروس مبنی بر کشتن جنایتکارانی که با او می‌جنگد عمل کند. برای جلب توجه جوکر، جیسون شخصیت قبلی کله قرمزی شاهزاده دلقک جنایت را پذیرفته و جنگ خونینی را با دنیای جنایتکار گاتهام به راه می‌اندازد. او در نهایت موفق می‌شود جوکر را از مخفیگاه بیرون بیاورد و در یک مبارزه او را شکست دهد. جوکر از چیزی که جیسون تبدیل شده بسیار خوشحال است و می‌گوید که اکنون جیسون جانشین او بیشتر از بتمن است. جیسون که خاطراتش از کشتن جنایتکاران را سرکوب کرده‌است، ناگهان متوجه می‌شود که چه کرده‌است. سپس بیننده می‌تواند یک بار دیگر تصمیم بگیرد که آیا جیسون جوکر را بکشد یا نه.
صرف نظر از اینکه کدام گزینه انتخاب می‌شود، رد هود به یک فراری تحت تعقیب تبدیل می‌شود و توسط پلیس و دیک تعقیب می‌شود. یک شب در بالای برج صنایع وین، جیسون با تالیا و بروس وین احیا شده روبرو می‌شود. تالیا فاش می‌کند که بروس را با گودال لازاروس زنده کرد، اما او در این فرایند دیوانه شد و فقط می‌تواند بگوید " زور-ان-آر ". او به جیسون این شانس را می‌دهد که در لیگ سایه‌ها به آن‌ها بپیوندد، اما او نپذیرفت و با بتمن مبارزه کرد. بیننده می‌تواند تصمیم بگیرد که آیا جیسون تا سر حد مرگ با بتمن می‌جنگد یا سعی می‌کند او را نجات دهد.
- اگر رد هود تا سر حد مرگ با بتمن بجنگد، بتمن را با چاقوی خود به‌طور مرگبار زخمی می‌کند و بروس را به سمت بمب مخفی فعال می‌کند که جیسون، تالیا و خودش را می‌کشد.
- اگر رد هود سعی کند بتمن را نجات دهد، جیسون بروس را تیز می‌کند و تالیا را شکست می‌دهد. دیک کمی بعد می‌رسد و بروس و جیسون را به وین مانور می‌برد. باربارا گوردون در نقش «اوراکل» دیک به مبارزه با جرم و جنایت بازمی‌گردد، در حالی که جیسون مکث می‌کند تا از آسیب‌دیدگی بهبود یابد. بروس در غار خفاش حبس می‌شود، زیرا خانواده خفاش‌ها تلاش می‌کنند راهی برای درمان او از اثرات گودال لازاروس بیابند. بروس آخرین کلماتی را که پدرش به او گفت، به یاد می‌آورد، در مورد اینکه چگونه یک مراقب نقابدار مانند زورو در گاتهام مورد استقبال قرار نمی‌گیرد و مردم «زورو را در آرکام» قفل می‌کنند. این سه کلمه در سر بروس طنین انداز می‌شود و "Zur-En-Arrh" به عنوان یک مانترای تکه‌تکه شده از عبارت آشکار می‌شود.

## صداپیشگان
- بروس گرینوود در نقش بروس وین / بتمن
- وینسنت مارتلا در نقش جیسون تاد / رابین / رابین قرمز / رد هود / هاش
- جان دیماجیو در نقش جوکر، توماس وین، گزارشگر شماره ۲
- زهرا فضل در نقش تالیا الغول، گزارشگر شماره ۳
- کیمبرلی بروکس در نقش افسر پلیس شماره ۱، گزارشگر شماره ۱
- نیک کارسون در نقش بروس وین (جوان)، تیم دریک
- گری کول در نقش کمیسر جیمز گوردون، دوچهره، گزارشگر شماره ۴
- کیت فرگوسن در نقش گانگستر شماره ۱
- نولان نورث در نقش کلارک کنت / سوپرمن، افسر پلیس شماره ۲

دیک گریسون / نایت‌وینگ، آلفرد پنی‌ورث، باربارا گوردون، هارلی کوئین، بلک ماسک، ریدلر، چیتا و لکس لوتر در صحنه‌های کوتاه ظاهر می‌شوند. واندر وومن و فلش نیز در صحنه‌هایی ظاهر می‌شوند اما فقط تا حدی قابل مشاهده هستند.